# Doom Days (album)
Doom Days is het derde studioalbum van de Britse band Bastille. Het werd op 14 juni 2019 uitgebracht en bevat onder andere de singles Quarter Past Midnight, Doom Days, Joy en Those Nights. Het album is opgenomen in Londen en werd geproduceerd door Mark Crew, Dan Smith en Daniel Priddy. Eind 2019 werd de super-de-luxeversie uitgebracht, getiteld This Got Out of Hand!.

## Tracks
| 1.                 | Quarter Past Midnight | 3:19 |
| 2.                 | Bad Decisions         | 3:09 |
| 3.                 | The Waves             | 4:00 |
| 4.                 | Divide                | 3:52 |
| 5.                 | Million Pieces        | 4:11 |
| 6.                 | Doom Days             | 2:18 |
| 7.                 | Nocturnal Creatures   | 3:52 |
| 8.                 | 4AM                   | 4:07 |
| 9.                 | Another Place         | 3:31 |
| 10.                | Those Nights          | 4:30 |
| 11.                | Joy                   | 3:11 |
| Totale duur: 40:00 |                       |      |

| 12.                | When I Watch the World Burn All I Think About Is You (demo) | 3:12 |
| 13.                | Easy Days (demo)                                            | 2:53 |
| Totale duur: 46:15 |                                                             |      |